# Бланчфлауэр, Дэнни
Ро́берт Де́ннис Бла́нчфлауэр (англ. Robert Dennis Blanchflower; 10 февраля 1926 — 9 декабря 1993), более известный как Дэ́нни Бланчфла́уэр (англ. Danny Blanchflower) — североирландский футболист.

## Биография
Родился в Белфасте 10 февраля 1926 года. Окончил начальную школу Равенскрофта. Получил стипендию Белфастского технологического колледжа.
В конце Второй мировой войны стал игроком юношеской команды «Гленторана». В 1949—1951 годах — игрок «Барнсли» В 1951 году его покупает «Астон Вилла», которая тогда активно перестраивалась. Бланчфлауэр становится капитаном и одним из основных игроков «Виллы».
Но настоящий расцвет Дэннис переживает в «Тоттенхэме», куда он перешёл в 1954 году за 30 тысяч фунтов. Прекрасный плеймейкер, Бланчфлауэр стал лидером «Тоттенхэма». При нём клуб одержал победу в чемпионате Англии, завоевал два Кубка Англии и Кубок Кубков. Бланчфлауэр вошёл в официальную «команду мечты» и Зал славы «Тоттенхэма».
За сборную Северной Ирландии сыграл 59 матчей и забил два гола (оба на Домашнем чемпионате Великобритании). Играл на чемпионате мира 1958 года.
Завершил игровую карьеру в 1964 году.
Его младший брат Джеки (1933—1998) выступал за «Манчестер Юнайтед» и сборную Северной Ирландии, выжил в авиакатастрофе в Мюнхене, но был вынужден оставить футбол из-за полученных травм.
В 1976 году возглавил сборную Северной Ирландии. Сборная играла очень неудачно, не прошла на ЧМ-1978 и занимала последние места на Домашних чемпионатах. Одновременно в 1978 году возглавил «Челси». Под руководством Бланчфлауэра он занял последнее место в первом дивизионе. В 1979 ушёл из обеих команд.

## Достижения
Командные
«Тоттенхэм Хотспур»
- Чемпион Первого дивизиона (1): 1960/61
- Обладатель Кубка Англии (2): 1961, 1962
- Обладатель Суперкубка Англии (2): 1962, 1963
- Обладатель Кубка обладателей кубков УЕФА (1): 1963
- Итого: 6 трофеев

«Сборная Северной Ирландии»
- Победитель Домашнего чемпионата Великобритании (2): 1956, 1958
- Итого: 2 трофея

Личные
- Футболист года по версии АФЖ (2): 1958, 1961
- Итого: 2 награды